# Nahverkehr in Mainz

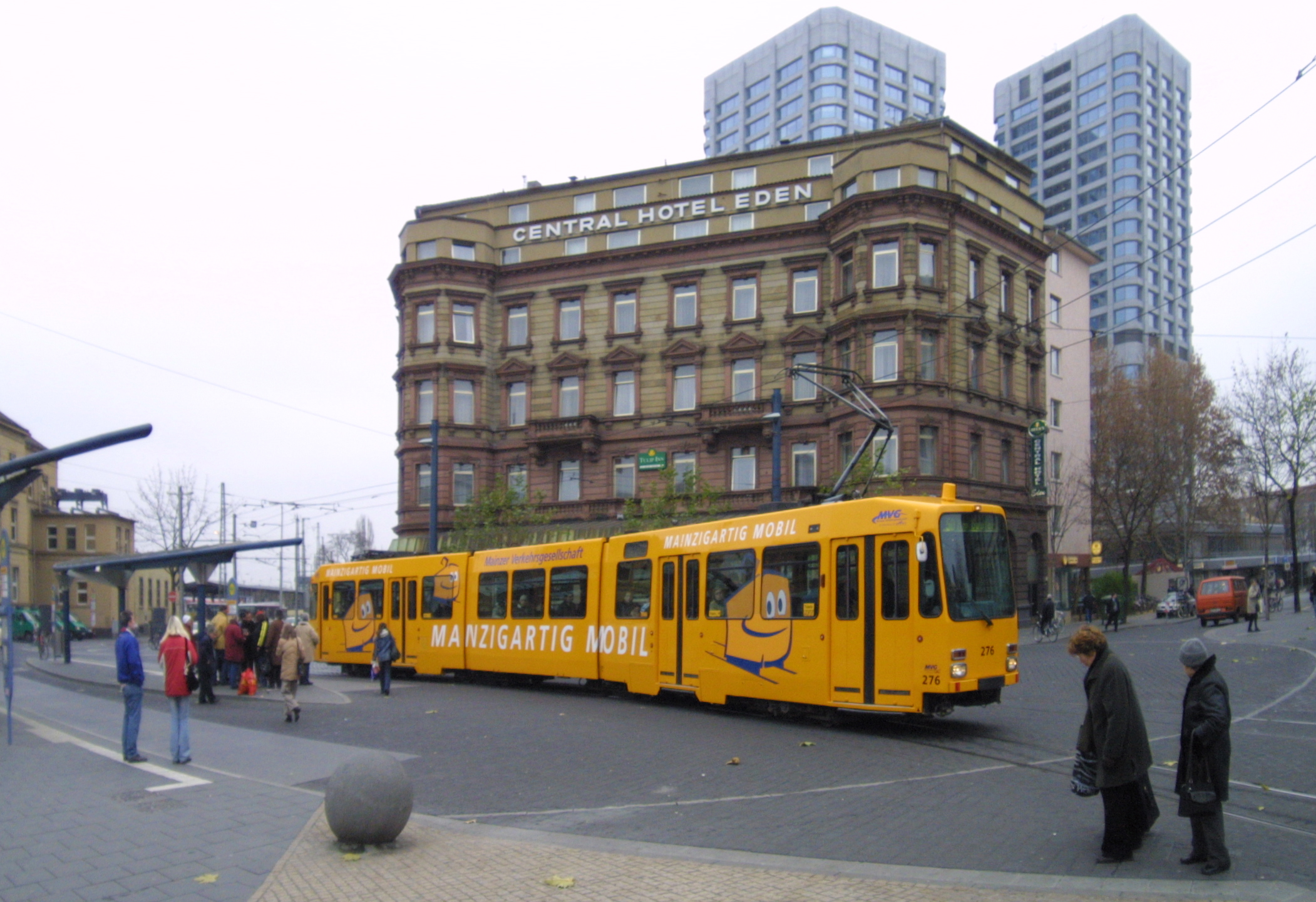
Straßenbahn am Hauptbahnhof

Der Nahverkehr in Mainz wird durch die Bus- und Straßenbahnlinien der Mainzer Verkehrsgesellschaft (MVG) und der ESWE Verkehrsgesellschaft erbracht. Daneben wird das Stadtgebiet von Regional- und S-Bahn-Zügen der Unternehmen DB, vlexx und der Hessischen Landesbahn bedient. Zentraler Umsteigeknoten im Mainzer Nahverkehr ist der Hauptbahnhof. Hier halten alle Regional- und S-Bahn-Züge, die Mainz anfahren. Weiterhin wird er von allen Regionalbuslinien, den Straßenbahnlinien und den meisten Stadtbuslinien angefahren.

## Innerstädtischer Nahverkehr

### Stadtbus

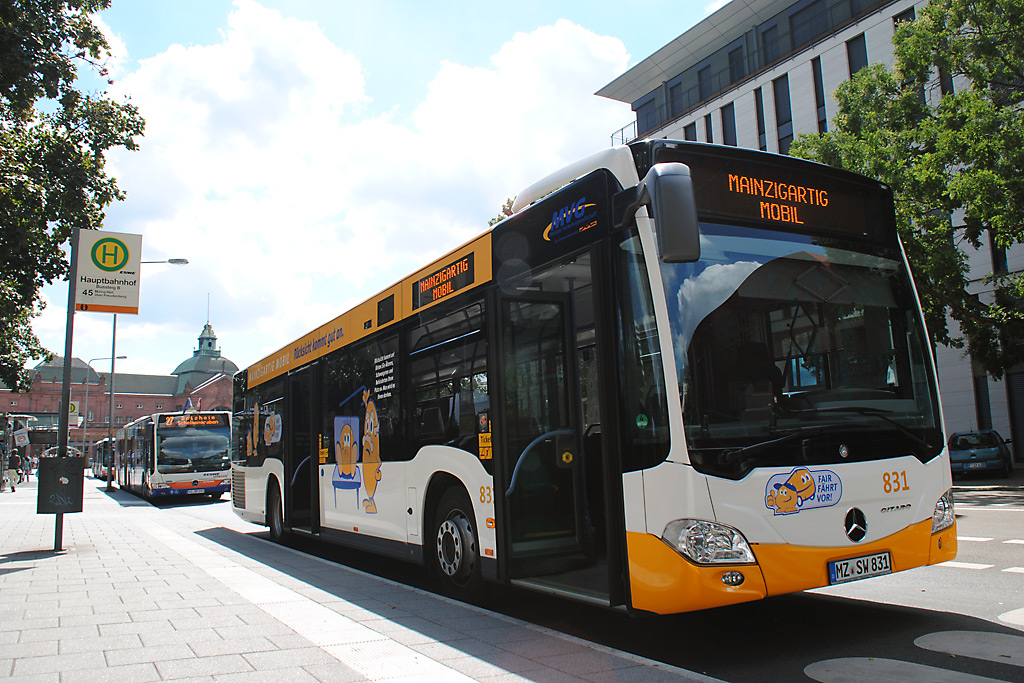
Bus 831 des Typs Citaro C2 an der Haltestelle „Hauptbahnhof“ in Wiesbaden

Der innerstädtische Mainzer Busverkehr wird auf 27 Tag- und 4 Nachtlinien größtenteils durch die MVG (seit 2017 unter der Marke Mainzer Mobilität) und deren Subunternehmen DB Regio Bus Mitte sowie zu einem kleineren Teil durch die ESWE und die KRN erbracht. Die beiden Nachbarstädte Mainz und Wiesbaden haben ein gemeinsames Nummernschema für ihre Bus- und Straßenbahnlinien, damit es im eng verzahnten ÖPNV beider Städte zu keinen Verwechslungen durch doppelte Belegung von Liniennummern kommt. Dieses wurde im Jahr 2000 bei einer Neuordnung des Liniennetzes eingeführt. Seitdem haben alle Wiesbadener Liniennummern zwischen 1 und 49, alle Mainzer Liniennummern zwischen 50 und 99. Zuvor kam es vor, dass es in Mainz und Wiesbaden Buslinien mit gleicher Nummer gab. Die Linien 6, 9, 28, 33 und 74 sind Gemeinschaftslinien, die von der MVG und der Wiesbadener ESWE Verkehr gemeinsam betrieben werden und Mainz und Wiesbaden miteinander verbinden. Die Linie 33 stellt eine Besonderheit dar: Obwohl sie ausschließlich auf Wiesbadener Stadtgebiet verläuft, wird sie auch von der MVG betrieben. Der Grund dafür ist historisch bedingt, der heutige Wiesbadener Stadtteil Mainz-Kostheim war bis 1945 Teil von Mainz. Auch wenn Wiesbaden im Zuge von Gebietsreformen auf Kosten von Mainz wuchs (siehe auch AKK-Konflikt), behielten die Stadtwerke Mainz die Konzessionen für die dorthin führenden Linien. So werden auch die von Mainz nach Mainz-Kastel (Wiesbaden) führenden Linien ausschließlich durch die MVG betrieben. Dies gilt auch für die als Gemeinschaftslinie mit der ESWE konzessionierte Linie N7 von Kostheim über Erbenheim in die Wiesbadener Innenstadt, welche wie die Linie 28 planmäßig nur von der ESWE Verkehr gefahren wird. Die Linie 69 wird seit dem 10. Juni 2024 als Gemeinschaftslinie mit der KRN betrieben.
| Linie | Linienweg | Linienweg | Linienweg |
| ----- | --- | --- | --- |
| 6     | Wiesbaden Nordfriedhof – Wiesbaden Hauptbahnhof – Bahnhof Wiesbaden Ost – Amöneburg Dyckerhoffstraße – Kastel Brückenkopf (– Mainz Hauptbahnhof) – Mainz Hauptbahnhof West – Universität – Münchfeld – Gonsenheim Wildpark                                                                       | Wiesbaden Nordfriedhof – Wiesbaden Hauptbahnhof – Bahnhof Wiesbaden Ost – Amöneburg Dyckerhoffstraße – Kastel Brückenkopf (– Mainz Hauptbahnhof) – Mainz Hauptbahnhof West – Universität – Münchfeld – Gonsenheim Wildpark                                                                       | Wiesbaden Nordfriedhof – Wiesbaden Hauptbahnhof – Bahnhof Wiesbaden Ost – Amöneburg Dyckerhoffstraße – Kastel Brückenkopf (– Mainz Hauptbahnhof) – Mainz Hauptbahnhof West – Universität – Münchfeld – Gonsenheim Wildpark                                                                       |
| 9     | Wiesbaden-Schierstein Oderstraße – Zeilstraße – Äppelallee-Center – Biebrich Rheinufer – Amöneburg Dyckerhoffstraße – Kastel Brückenkopf – Mainz Hauptbahnhof | Wiesbaden-Schierstein Oderstraße – Zeilstraße – Äppelallee-Center – Biebrich Rheinufer – Amöneburg Dyckerhoffstraße – Kastel Brückenkopf – Mainz Hauptbahnhof | Wiesbaden-Schierstein Oderstraße – Zeilstraße – Äppelallee-Center – Biebrich Rheinufer – Amöneburg Dyckerhoffstraße – Kastel Brückenkopf – Mainz Hauptbahnhof |
| 28    | Wiesbaden Nordfriedhof – Wiesbaden Platz der Deutschen Einheit – Wiesbaden Hauptbahnhof – Erbenheim Egerstraße – Delkenheim Domäne Mechtildshausen – Kastel Otto-Suhr-Ring – Kastel Bahnhof – Kastel Brückenkopf – Mainz Höfchen – Schusterstraße – Synagogenplatz – Goetheplatz – Bismarckplatz | Wiesbaden Nordfriedhof – Wiesbaden Platz der Deutschen Einheit – Wiesbaden Hauptbahnhof – Erbenheim Egerstraße – Delkenheim Domäne Mechtildshausen – Kastel Otto-Suhr-Ring – Kastel Bahnhof – Kastel Brückenkopf – Mainz Höfchen – Schusterstraße – Synagogenplatz – Goetheplatz – Bismarckplatz | Wiesbaden Nordfriedhof – Wiesbaden Platz der Deutschen Einheit – Wiesbaden Hauptbahnhof – Erbenheim Egerstraße – Delkenheim Domäne Mechtildshausen – Kastel Otto-Suhr-Ring – Kastel Bahnhof – Kastel Brückenkopf – Mainz Höfchen – Schusterstraße – Synagogenplatz – Goetheplatz – Bismarckplatz |
| 33    | Kostheim Winterstraße – Kastel Otto-Suhr-Ring – (Kastel Peter-Sander-Straße –) Amöneburg Dyckerhoffstraße – Bahnhof Wiesbaden Ost – Wiesbaden Hauptbahnhof – Wiesbaden Platz der Deutschen Einheit – Wiesbaden Fasaneriestraße – Wiesbaden Tierpark Fasanerie                                    | Kostheim Winterstraße – Kastel Otto-Suhr-Ring – (Kastel Peter-Sander-Straße –) Amöneburg Dyckerhoffstraße – Bahnhof Wiesbaden Ost – Wiesbaden Hauptbahnhof – Wiesbaden Platz der Deutschen Einheit – Wiesbaden Fasaneriestraße – Wiesbaden Tierpark Fasanerie                                    | Kostheim Winterstraße – Kastel Otto-Suhr-Ring – (Kastel Peter-Sander-Straße –) Amöneburg Dyckerhoffstraße – Bahnhof Wiesbaden Ost – Wiesbaden Hauptbahnhof – Wiesbaden Platz der Deutschen Einheit – Wiesbaden Fasaneriestraße – Wiesbaden Tierpark Fasanerie                                    |
| 54    | Gustavsburg Haagweg – Gustavsburg Bahnhof – Kostheim Uthmannstraße – Kastel Bahnhof – Kastel Brückenkopf – Landtag – Höfchen – Mainz Hauptbahnhof – Universität – Drais – Lerchenberg Hebbelstraße – (Lerchenberg Hindemithstraße) – Ober-Olm Forsthaus – Klein-Winternheim Bahnhof              | Gustavsburg Haagweg – Gustavsburg Bahnhof – Kostheim Uthmannstraße – Kastel Bahnhof – Kastel Brückenkopf – Landtag – Höfchen – Mainz Hauptbahnhof – Universität – Drais – Lerchenberg Hebbelstraße – (Lerchenberg Hindemithstraße) – Ober-Olm Forsthaus – Klein-Winternheim Bahnhof              | Gustavsburg Haagweg – Gustavsburg Bahnhof – Kostheim Uthmannstraße – Kastel Bahnhof – Kastel Brückenkopf – Landtag – Höfchen – Mainz Hauptbahnhof – Universität – Drais – Lerchenberg Hebbelstraße – (Lerchenberg Hindemithstraße) – Ober-Olm Forsthaus – Klein-Winternheim Bahnhof              |
| 55    | Kastel Krautgärten – Kastel Bahnhof – Kastel Brückenkopf – Landtag – Höfchen – Mainz Hauptbahnhof – Universität – Drais – Lerchenberg Hebbelstraße – Lerchenberg Hindemithstraße | Kastel Krautgärten – Kastel Bahnhof – Kastel Brückenkopf – Landtag – Höfchen – Mainz Hauptbahnhof – Universität – Drais – Lerchenberg Hebbelstraße – Lerchenberg Hindemithstraße | Kastel Krautgärten – Kastel Bahnhof – Kastel Brückenkopf – Landtag – Höfchen – Mainz Hauptbahnhof – Universität – Drais – Lerchenberg Hebbelstraße – Lerchenberg Hindemithstraße |
| 56    | Ginsheim Friedrich-Ebert-Platz – Bischofsheim Bahnhof – Gustavsburg Friedhof – Kostheim Mainbrücke – Kastel Bahnhof – Kastel Brückenkopf – Höfchen – Mainz Hauptbahnhof – Universität – Finthen Markthalle – Wackernheim Rathausplatz – Ingelheim am Rhein Bahnhof                               | Ginsheim Friedrich-Ebert-Platz – Bischofsheim Bahnhof – Gustavsburg Friedhof – Kostheim Mainbrücke – Kastel Bahnhof – Kastel Brückenkopf – Höfchen – Mainz Hauptbahnhof – Universität – Finthen Markthalle – Wackernheim Rathausplatz – Ingelheim am Rhein Bahnhof                               | Ginsheim Friedrich-Ebert-Platz – Bischofsheim Bahnhof – Gustavsburg Friedhof – Kostheim Mainbrücke – Kastel Bahnhof – Kastel Brückenkopf – Höfchen – Mainz Hauptbahnhof – Universität – Finthen Markthalle – Wackernheim Rathausplatz – Ingelheim am Rhein Bahnhof                               |
| 57    | Kastel Peter Sander Straße/Kastel Krautgärten – Kostheim Uthmannstraße – Kastel Bahnhof – Kastel Brückenkopf – Höfchen – Mainz Hauptbahnhof – Bretzenheim Sankt Bernhard – Bretzenheim Südring – Bretzenheim Gutenberg-Center                                                                    | Kastel Peter Sander Straße/Kastel Krautgärten – Kostheim Uthmannstraße – Kastel Bahnhof – Kastel Brückenkopf – Höfchen – Mainz Hauptbahnhof – Bretzenheim Sankt Bernhard – Bretzenheim Südring – Bretzenheim Gutenberg-Center                                                                    | Kastel Peter Sander Straße/Kastel Krautgärten – Kostheim Uthmannstraße – Kastel Bahnhof – Kastel Brückenkopf – Höfchen – Mainz Hauptbahnhof – Bretzenheim Sankt Bernhard – Bretzenheim Südring – Bretzenheim Gutenberg-Center                                                                    |
| 58    | Bischofsheim Treburer Straße – Bischofsheim Mainweg – Gustavsburg Friedhof – Kastel Bahnhof – Höfchen – Mainz Hauptbahnhof – Finthen Theodor-Heuss-Straße | Bischofsheim Treburer Straße – Bischofsheim Mainweg – Gustavsburg Friedhof – Kastel Bahnhof – Höfchen – Mainz Hauptbahnhof – Finthen Theodor-Heuss-Straße | Bischofsheim Treburer Straße – Bischofsheim Mainweg – Gustavsburg Friedhof – Kastel Bahnhof – Höfchen – Mainz Hauptbahnhof – Finthen Theodor-Heuss-Straße |
| 60    | Ginsheim Neckarstraße – Weisenau Wormser Straße – Höfchen – Mainz Hauptbahnhof – Mombacher Tor – Mombach Am Polygon | Ginsheim Neckarstraße – Weisenau Wormser Straße – Höfchen – Mainz Hauptbahnhof – Mombacher Tor – Mombach Am Polygon | Ginsheim Neckarstraße – Weisenau Wormser Straße – Höfchen – Mainz Hauptbahnhof – Mombacher Tor – Mombach Am Polygon |
| 62    | Weisenau Friedrich-Ebert-Straße – Volkspark – Universitätsmedizin – Hauptbahnhof – Höfchen – Synagogenplatz – Bismarckplatz – Gonsenheim Wildpark – Gonsenheim Josef-Ludwig-Platz | Weisenau Friedrich-Ebert-Straße – Volkspark – Universitätsmedizin – Hauptbahnhof – Höfchen – Synagogenplatz – Bismarckplatz – Gonsenheim Wildpark – Gonsenheim Josef-Ludwig-Platz | Weisenau Friedrich-Ebert-Straße – Volkspark – Universitätsmedizin – Hauptbahnhof – Höfchen – Synagogenplatz – Bismarckplatz – Gonsenheim Wildpark – Gonsenheim Josef-Ludwig-Platz |
| 63    | Weisenau Chana Khan Straße – Weisenau Wormser Straße – Höfchen – Hauptbahnhof – Mombacher Tor – Mombach Am Polygon | Weisenau Chana Khan Straße – Weisenau Wormser Straße – Höfchen – Hauptbahnhof – Mombacher Tor – Mombach Am Polygon | Weisenau Chana Khan Straße – Weisenau Wormser Straße – Höfchen – Hauptbahnhof – Mombacher Tor – Mombach Am Polygon |
| 64    | (Laubenheim Hans Zöller Straße –) Hechtsheim Frankenhöhe – Am Großberg – Bahnhof Römisches Theater – Höfchen – Hauptbahnhof West – Universität – Südwestrundfunk – Hartenbergpark – Hartenberg Ketteler-Kolleg                                                                                   | (Laubenheim Hans Zöller Straße –) Hechtsheim Frankenhöhe – Am Großberg – Bahnhof Römisches Theater – Höfchen – Hauptbahnhof West – Universität – Südwestrundfunk – Hartenbergpark – Hartenberg Ketteler-Kolleg                                                                                   | (Laubenheim Hans Zöller Straße –) Hechtsheim Frankenhöhe – Am Großberg – Bahnhof Römisches Theater – Höfchen – Hauptbahnhof West – Universität – Südwestrundfunk – Hartenbergpark – Hartenberg Ketteler-Kolleg                                                                                   |
| 65    | Weisenau Paul-Gerhardt-Weg – Am Großberg – Bahnhof Römisches Theater – Höfchen – (Brückenplatz)/Hauptbahnhof West – Universität – Südwestrundfunk – Hartenbergpark – Hartenberg Ketteler-Kolleg                                                                                                  | Weisenau Paul-Gerhardt-Weg – Am Großberg – Bahnhof Römisches Theater – Höfchen – (Brückenplatz)/Hauptbahnhof West – Universität – Südwestrundfunk – Hartenbergpark – Hartenberg Ketteler-Kolleg                                                                                                  | Weisenau Paul-Gerhardt-Weg – Am Großberg – Bahnhof Römisches Theater – Höfchen – (Brückenplatz)/Hauptbahnhof West – Universität – Südwestrundfunk – Hartenbergpark – Hartenberg Ketteler-Kolleg                                                                                                  |
| 66    | Nieder-Olm Schulzentrum | – Ebersheim – Heuerstraße – Hechtsheim Mühldreieck – Bahnhof Römisches Theater – Brückenplatz | – Ebersheim – Heuerstraße – Hechtsheim Mühldreieck – Bahnhof Römisches Theater – Brückenplatz |
| 66    | Zornheim Hahnheimer Straße | – Ebersheim – Heuerstraße – Hechtsheim Mühldreieck – Bahnhof Römisches Theater – Brückenplatz | – Ebersheim – Heuerstraße – Hechtsheim Mühldreieck – Bahnhof Römisches Theater – Brückenplatz |
| 67    | Zornheim Hahnheimer Straße – Ebersheim – Hechtsheim – Pariser Tor – Universitätsmedizin – Mainz Hauptbahnhof – Synagogenplatz – Goetheplatz | Zornheim Hahnheimer Straße – Ebersheim – Hechtsheim – Pariser Tor – Universitätsmedizin – Mainz Hauptbahnhof – Synagogenplatz – Goetheplatz | Zornheim Hahnheimer Straße – Ebersheim – Hechtsheim – Pariser Tor – Universitätsmedizin – Mainz Hauptbahnhof – Synagogenplatz – Goetheplatz |
| 68    | Hochheim Altenwohnheim – Kastel Bahnhof – Kastel Brückenkopf – Mainz Hauptbahnhof – Universität – Gonsenheim Lennebergplatz – Budenheim Bahnhof | Hochheim Altenwohnheim – Kastel Bahnhof – Kastel Brückenkopf – Mainz Hauptbahnhof – Universität – Gonsenheim Lennebergplatz – Budenheim Bahnhof | Hochheim Altenwohnheim – Kastel Bahnhof – Kastel Brückenkopf – Mainz Hauptbahnhof – Universität – Gonsenheim Lennebergplatz – Budenheim Bahnhof |
| 69    | Bodenheim – Gau-Bischofsheim Alter Bhf. | – Gau-Bischofsheim Abzw. Steigstraße – Möbel Martin – Bretzelbäckerei Ditsch – Mühldreieck – Landwehrweg – Universitätsmedizin – Hauptbahnhof – Goetheplatz | – Gau-Bischofsheim Abzw. Steigstraße – Möbel Martin – Bretzelbäckerei Ditsch – Mühldreieck – Landwehrweg – Universitätsmedizin – Hauptbahnhof – Goetheplatz |
| 69    | Bodenheim – Nackenheim – Lörzweiler – Harxheim | – Gau-Bischofsheim Abzw. Steigstraße – Möbel Martin – Bretzelbäckerei Ditsch – Mühldreieck – Landwehrweg – Universitätsmedizin – Hauptbahnhof – Goetheplatz | – Gau-Bischofsheim Abzw. Steigstraße – Möbel Martin – Bretzelbäckerei Ditsch – Mühldreieck – Landwehrweg – Universitätsmedizin – Hauptbahnhof – Goetheplatz |
| 70    | Marienborn Bahnhof – Bretzenheim Sankt Bernhard – Pariser Tor – Höfchen – Kaisertor – Straßenbahnamt | Marienborn Bahnhof – Bretzenheim Sankt Bernhard – Pariser Tor – Höfchen – Kaisertor – Straßenbahnamt | Marienborn Bahnhof – Bretzenheim Sankt Bernhard – Pariser Tor – Höfchen – Kaisertor – Straßenbahnamt |
| 71    | Finthen Poststraße – Lerchenberg Hindemithstraße – Bretzenheim Südring – Bretzenheim Albert-Stohr-Straße – Pariser Tor – Bahnhof Römisches Theater – Höfchen – Straßenbahnamt (– TSV Schott Gonsenheim)                                                                                          | Finthen Poststraße – Lerchenberg Hindemithstraße – Bretzenheim Südring – Bretzenheim Albert-Stohr-Straße – Pariser Tor – Bahnhof Römisches Theater – Höfchen – Straßenbahnamt (– TSV Schott Gonsenheim)                                                                                          | Finthen Poststraße – Lerchenberg Hindemithstraße – Bretzenheim Südring – Bretzenheim Albert-Stohr-Straße – Pariser Tor – Bahnhof Römisches Theater – Höfchen – Straßenbahnamt (– TSV Schott Gonsenheim)                                                                                          |
| 74    | Wiesbaden Hauptbahnhof – Biebrich Äppelallee – Schiersteiner Brücke – In der Dalheimer Wiese – Gonsenheim Elbestraße – Bretzenheim Hans Böckler Straße – Hechtsheim Mühldreieck | Wiesbaden Hauptbahnhof – Biebrich Äppelallee – Schiersteiner Brücke – In der Dalheimer Wiese – Gonsenheim Elbestraße – Bretzenheim Hans Böckler Straße – Hechtsheim Mühldreieck | Wiesbaden Hauptbahnhof – Biebrich Äppelallee – Schiersteiner Brücke – In der Dalheimer Wiese – Gonsenheim Elbestraße – Bretzenheim Hans Böckler Straße – Hechtsheim Mühldreieck |
| 75    | Mainz Hauptbahnhof – Universität – Duesbergweg – Hochschule Mainz – Jakob-Heinz-Straße/Arena | Mainz Hauptbahnhof – Universität – Duesbergweg – Hochschule Mainz – Jakob-Heinz-Straße/Arena | Mainz Hauptbahnhof – Universität – Duesbergweg – Hochschule Mainz – Jakob-Heinz-Straße/Arena |
| 76    | Laubenheim Rüsselsheimer Allee – Laubenheim Bahnhof – Frankenhöhe – Kath. Klinikum Mainz – Universitätsmedizin – Hauptbahnhof – Straßenbahnamt – Mombach Am Lemmchen | Laubenheim Rüsselsheimer Allee – Laubenheim Bahnhof – Frankenhöhe – Kath. Klinikum Mainz – Universitätsmedizin – Hauptbahnhof – Straßenbahnamt – Mombach Am Lemmchen | Laubenheim Rüsselsheimer Allee – Laubenheim Bahnhof – Frankenhöhe – Kath. Klinikum Mainz – Universitätsmedizin – Hauptbahnhof – Straßenbahnamt – Mombach Am Lemmchen |
| 78    | Landwehrweg – Höfchen – Hauptbahnhof West – Universität – Münchfeld – (Finthen Theodor-Heuss-Straße/)Finthen Römerquelle | Landwehrweg – Höfchen – Hauptbahnhof West – Universität – Münchfeld – (Finthen Theodor-Heuss-Straße/)Finthen Römerquelle | Landwehrweg – Höfchen – Hauptbahnhof West – Universität – Münchfeld – (Finthen Theodor-Heuss-Straße/)Finthen Römerquelle |
| 79    | Brückenplatz – Höfchen – Mainz Hauptbahnhof – Universität – Gonsenheim – Heidesheim – Heidenfahrt – Ingelheim am Rhein Bahnhof | Brückenplatz – Höfchen – Mainz Hauptbahnhof – Universität – Gonsenheim – Heidesheim – Heidenfahrt – Ingelheim am Rhein Bahnhof | Brückenplatz – Höfchen – Mainz Hauptbahnhof – Universität – Gonsenheim – Heidesheim – Heidenfahrt – Ingelheim am Rhein Bahnhof |
| 80    | Laubenheim Riedweg – Laubenheim Bahnhof – Weisenau Wormser Straße – Stadtpark – Höfchen – Hauptbahnhof – Bismarckplatz – Waldfriedhof – Budenheim Eaubonner Straße | Laubenheim Riedweg – Laubenheim Bahnhof – Weisenau Wormser Straße – Stadtpark – Höfchen – Hauptbahnhof – Bismarckplatz – Waldfriedhof – Budenheim Eaubonner Straße | – Uhlerborn – Heidesheim – Wackernheim – Ingelheim am Rhein Bahnhof |
| 80    | Laubenheim Riedweg – Laubenheim Bahnhof – Weisenau Wormser Straße – Stadtpark – Höfchen – Hauptbahnhof – Bismarckplatz – Waldfriedhof – Budenheim Eaubonner Straße | Laubenheim Riedweg – Laubenheim Bahnhof – Weisenau Wormser Straße – Stadtpark – Höfchen – Hauptbahnhof – Bismarckplatz – Waldfriedhof – Budenheim Eaubonner Straße | – Budenheim Waldschwimmbad |
| 81    | Laubenheim Hans-Zöller-Straße – Laubenheim Bahnhof – Weisenau Wormser Straße – Stadtpark – Höfchen – Hauptbahnhof – Bismarckplatz – Mombach Am Lemmchen | Laubenheim Hans-Zöller-Straße – Laubenheim Bahnhof – Weisenau Wormser Straße – Stadtpark – Höfchen – Hauptbahnhof – Bismarckplatz – Mombach Am Lemmchen | Laubenheim Hans-Zöller-Straße – Laubenheim Bahnhof – Weisenau Wormser Straße – Stadtpark – Höfchen – Hauptbahnhof – Bismarckplatz – Mombach Am Lemmchen |

Im Mainzer Stadtgebiet verkehren darüber hinaus noch weitere Linien der KRN (630, 652, 653, 654 und 660), die aber ausschließlich von dieser betrieben werden und im Mainzer Stadtgebiet teilweise als Schnelllinien, also ohne Halt an allen auf der Strecke liegenden Haltestellen, verkehren. Dennoch gelten hier im Mainzer Stadtgebiet die Fahrausweise des Rhein-Main-Verkehrsverbundes.

#### Nachtlinien
| Linie | Linienweg |
| ----- | --- |
| 90    | Laubenheim Rüsselsheimer Allee – Wormser Straße – Höfchen – Mainz Hauptbahnhof – Universität – Südring – Marienborn Bahnhof |
| 91    | Ginsheim Friedrich-Ebert-Platz – Bischofsheim Bahnhof – Gustavsburg – Kostheim Uthmannstraße – Kastel Bahnhof – Kastel Brückenkopf – Höfchen – Mainz Hauptbahnhof – Universität – Münchfeld – Finthen Theodor Heuss Straße (– Wackernheim Rathausplatz – Ingelheim am Rhein Bahnhof) |
| 92    | Weisenau Friedrich-Ebert-Straße – Hechtsheimer Straße – Kath. Klinikum Mainz – Universitätsmedizin – Mainz Hauptbahnhof – Synagogenplatz – Straßenbahnamt – Gonsenheim Wildpark |
| 93    | Frankenhöhe – Hechtsheimer Straße – Bahnhof Römisches Theater – Höfchen – Hauptbahnhof – Universität – Lerchenberg Hindemithstraße |

Die Linien 9, 28, 54 bis 67 und 69 bis 78 sind reine Taglinien, die Linien 90, 91, 92 und 93 sind reine Nachtlinien. Auf den Linien 6, 50–52, 66, 68 und 79 gibt es sowohl Tag- als auch Nachtverkehr.

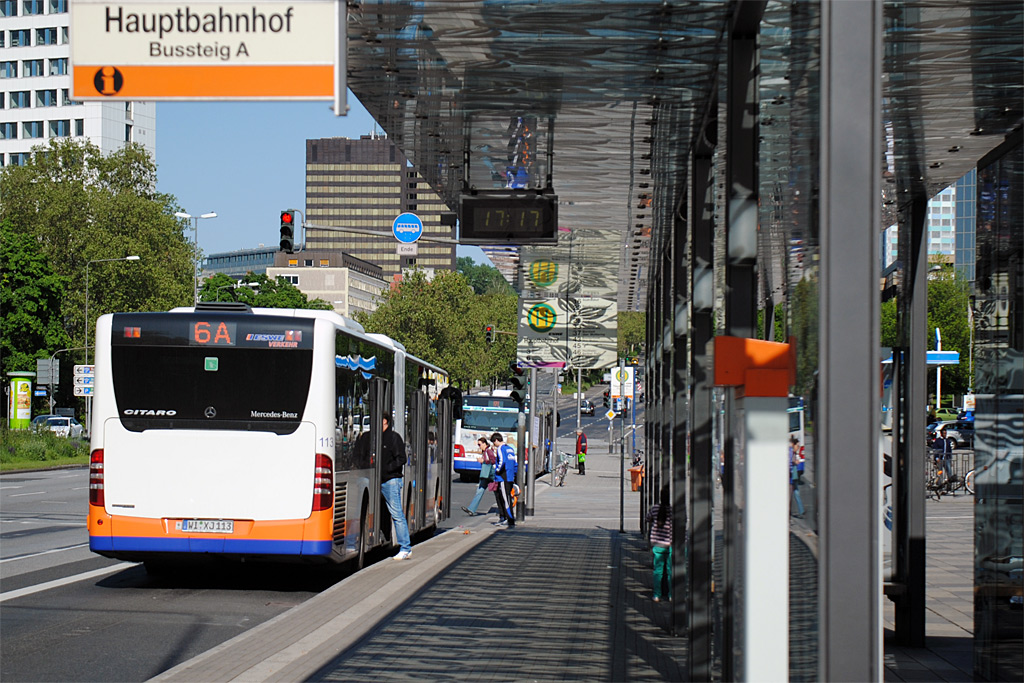
Ein Bus auf der Gemeinschaftslinie 6 am Wiesbadener Hauptbahnhof

Eine Besonderheit im Mainzer Liniennetz stellt die Linie 74 dar. Sie ist die einzigen Buslinie, die weder die Innenstadt, noch den Hauptbahnhof berührt. Sie verbindet dabei die Stadtteile Gonsenheim, Bretzenheim und Hechtsheim direkt miteinander.
Durch eine immer stärkere Auslastung der Haltestellenanlage am Hauptbahnhof  wurden als Angebotsverbesserungen nicht mehr alle Stadtbuslinien dort vorbeigeführt, sodass etwa die Linien 6, 64, 65 und 78 am Hauptbahnhof vorbei fahren und ausschließlich die Haltestelle „Hauptbahnhof West“ bedienen. Auch werden momentan Straßenbahngleise als Umgehungsstrecke durch die Binger Straße verlegt. Nach Beendigung der Bauarbeiten im Dezember 2025 sollen auch die Linien 52 und 53 am Hauptbahnhof vorbei geführt werden.
Die Linie 66 wurde auf den Abschnitt Ebersheim – Hechtsheim gekürzt, nachdem das Projekt einer Straßenbahnstrecke von Hechtsheim nach Ebersheim als Verlängerung der heutigen Linien zum Hechtsheimer Bürgerhaus im Jahr 1997 an einem negativen Kosten-Nutzen-Faktor gescheitert war. Daraufhin entstand die neue Linienführung mit dem Ziel einer wirtschaftlichen und dennoch guten ÖPNV-Anbindung dieses Stadtteils, nachdem in Hechtsheim am Mühldreieck eine so genannte „Backe-an-Backe-Umsteigehaltestelle“ errichtet worden war, d. h. eine Haltestelle, an der überdacht am gleichen Bussteig/Bahnsteig in die weiterfahrende Straßenbahn/den weiterfahrenden Bus umgestiegen werden kann. Mittlerweile wurde die Linie wieder über den Bahnhof Römisches Theater bis zum Brückenplatz verlängert, den Hauptbahnhof bedient die Linie jedoch nicht.
Ab Mitte 2019 sollten 4 Brennstoffzellenbusse als Teil des Projekts H2Bus Rhein-Main eingesetzt werden. Die nötige Infrastruktur wurde in Wiesbaden auf dem Betriebsgelände der ESWE Verkehr in Form einer Wasserstofftankstelle bereitgestellt. Da der Hersteller jedoch nicht liefern konnte, wurde lediglich die Wiesbadener Wasserstofftankstelle im Rahmen des Projekts finanziert. Im Jahr 2023 wurden fünf Wasserstoffbusse der ESWE Verkehrsgesellschaft abgekauft, welche auch an der Wasserstofftankstelle in Wiesbaden betankt werden.

### Straßenbahn

Straßenbahnen der Typen M8C und GT6M-ZR am Hauptbahnhof

Neben den Stadtbuslinien betreibt die MVG ein Straßenbahnnetz mit fünf Linien. Die Länge liegt derzeit bei 29,7 Kilometern. Am gesamten Streckennetz der MVG (mit Buslinien) hat die Straßenbahn einen Anteil von unter 10 %, jedoch befördert sie fast 25 % aller Fahrgäste im Gesamtnetz (Stand: 2007).
Folgende Linien sind 2018 in Betrieb:
| Linie | Linienweg |
| ----- | --- |
| 50    | Hechtsheim Bürgerhaus – Mühldreieck – Pariser Tor – Schillerplatz – Mainz Hauptbahnhof – Bismarckplatz – Kapellenstraße – Finthen Römerquelle         |
| 51    | Lerchenberg Hindemithstraße – Hochschule Mainz – Universität – Mainz Hauptbahnhof – Bismarckplatz – Kapellenstraße – Finthen Poststraße               |
| 52    | Hechtsheim Am Schinnergraben – Pariser Tor – Schillerplatz – Mainz Hauptbahnhof – Bretzenheim Bahnstraße                                              |
| 53    | Lerchenberg Hindemithstraße – Hochschule Mainz – Universität – Mainz Hauptbahnhof – Schillerplatz – Pariser Tor – Mühldreieck – Hechtsheim Bürgerhaus |
| 59    | Hochschule Mainz – Universität – Mainz Hauptbahnhof – Bismarckplatz – Zollhafen                                                                       |

### meinRad

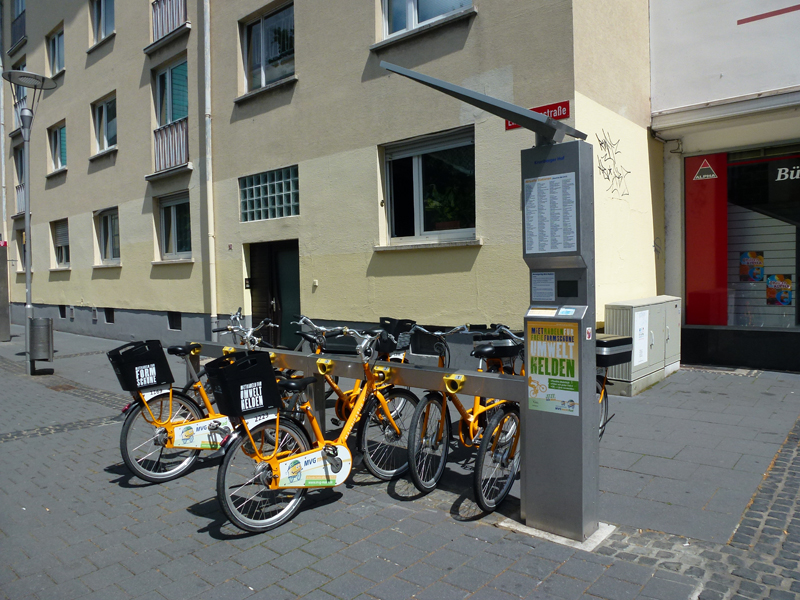
Ausleihstation

„meinRad“ ist ein 2012 ins Leben gerufenes Fahrradverleihprogramm der Mainzer Verkehrsgesellschaft, die dafür in ganz Mainz, in den rechtsrheinischen ehemaligen Mainzer Stadtteilen und in Budenheim Stationen betreibt. Zumeist sind diese Stationen an Bus- oder Bahnhaltestellen gelegen. Zudem besteht eine tarifliche Verzahnung zum normalen Ticketangebot der MVG, so bestehen für Inhaber von Zeitkarten Vergünstigungen. Auch Mainzer Studierende können zu einem vergünstigten Tarif Fahrräder ausleihen. Damit ist „meinRad“ als Ergänzung zum übrigen ÖPNV in Mainz zu betrachten.

## Regionalbus
Mainz wird von Regionalbussen der KRN angesteuert. Innerhalb der Stadt Mainz verkehren diese Linien als eine Art Schnellbus und bedienen teilweise nur ausgewählte Haltestellen. Der Übergang zwischen Stadt- und Regionalbuslinien ist dabei eher fließend. Viele Stadtbuslinien verlassen das Mainzer Stadtgebiet und nehmen auch im Umland Aufgaben von Regionalbuslinien wahr. Mit dem Fahrplanwechsel im Landkreis Mainz-Bingen im Oktober 2022 wurde der vorherige Betreiber der Regionalbuslinien, der Omnibusverkehr Rhein-Nahe (ORN), durch die KRN abgelöst. Diese Linien sind aus der Verschmelzung von MVG- und ORN-Linien hervorgegangen und wurden als Gemeinschaftslinien von beiden Unternehmen betrieben; inzwischen werden diese Linien jeweils nur von einem Verkehrsunternehmen betrieben. Aus der Verschmelzung von Stadt- und Regionalbuslinien entstandene Gemeinschaftslinien, die in das Umland hineinreichen und dort Aufgaben von Regionalbussen wahrnehmen, sind auch die Stadtbuslinien 66 und 68. Dort kamen bis zum 1. Januar 2022 sowohl Busse der MVG als auch Busse der ORN zum Einsatz, seither werden beide Linien nur von der MVG bedient. Die vormalige Gemeinschaftslinie 75 wurde hingegen ausschließlich von der ORN bedient, bis diese Linie mit der Linie 650 zu der neuen Buslinie 630 umgewandelt wurde.

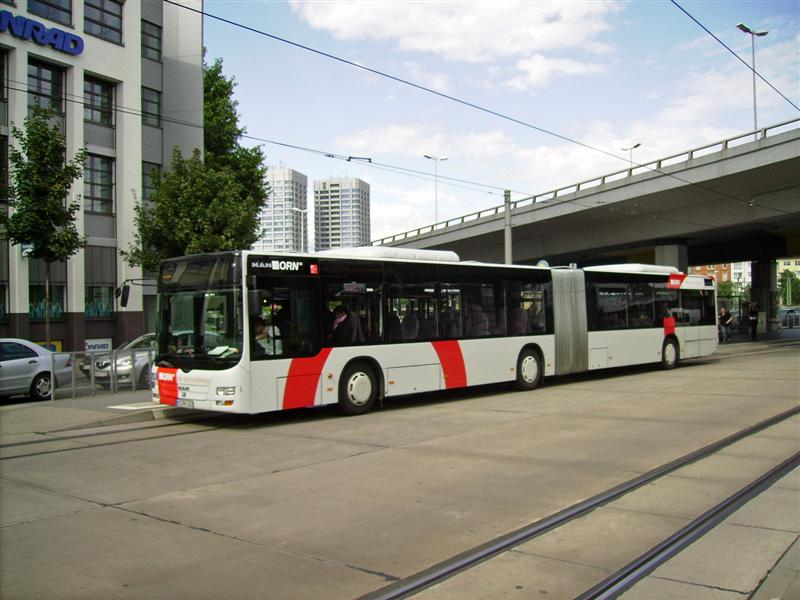
ORN-Bus an der Haltestelle „Hauptbahnhof West“

| Linie | Streckenverlauf |
| ----- | --- |
| 630   | Mainz Hauptbahnhof – Universität – Lerchenberg ZDF – Ober-Olm – Stadecken – Sprendlingen – Bad Kreuznach            |
| 652   | Mainz Hauptbahnhof – Universitätsmedizin – Pariser Tor – Klein-Winternheim – Nieder-Olm – Undenheim                 |
| 653   | Mainz Hauptbahnhof – Schillerplatz – Pariser Tor – Klein-Winternheim – Ober-Olm – Essenheim – Nieder-Olm            |
| 654   | Mainz Hauptbahnhof – Schillerplatz – Pariser Tor – Klein-Winternheim – Ober-Olm – Essenheim – Budenheim – Ingelheim |
| 656   | Mainz-Lerchenberg – Klein-Winternheim – Essenheim – Nieder-Olm                                                      |
| 660   | Mainz Hauptbahnhof – Universitätsmedizin – Pariser Tor – Mühldreieck – Harxheim – Mommenheim – Undenheim – Alzey    |

## Eisenbahn
Mainz ist durch den Eisenbahnverkehr sehr gut erschlossen. Es gibt mit dem Hauptbahnhof einen Fernbahnhof, daneben existieren noch die von S- und Regionalbahnen bedienten Haltepunkte Mombach, Marienborn, Gonsenheim, Waggonfabrik, Mainz Nord, Römisches Theater und Laubenheim. Die Bahnhöfe Mainz-Kastel, Mainz-Gustavsburg und Mainz-Bischofsheim gehören nur dem Namen nach zu Mainz, siehe dazu auch „AKK-Konflikt“.

### S-Bahn

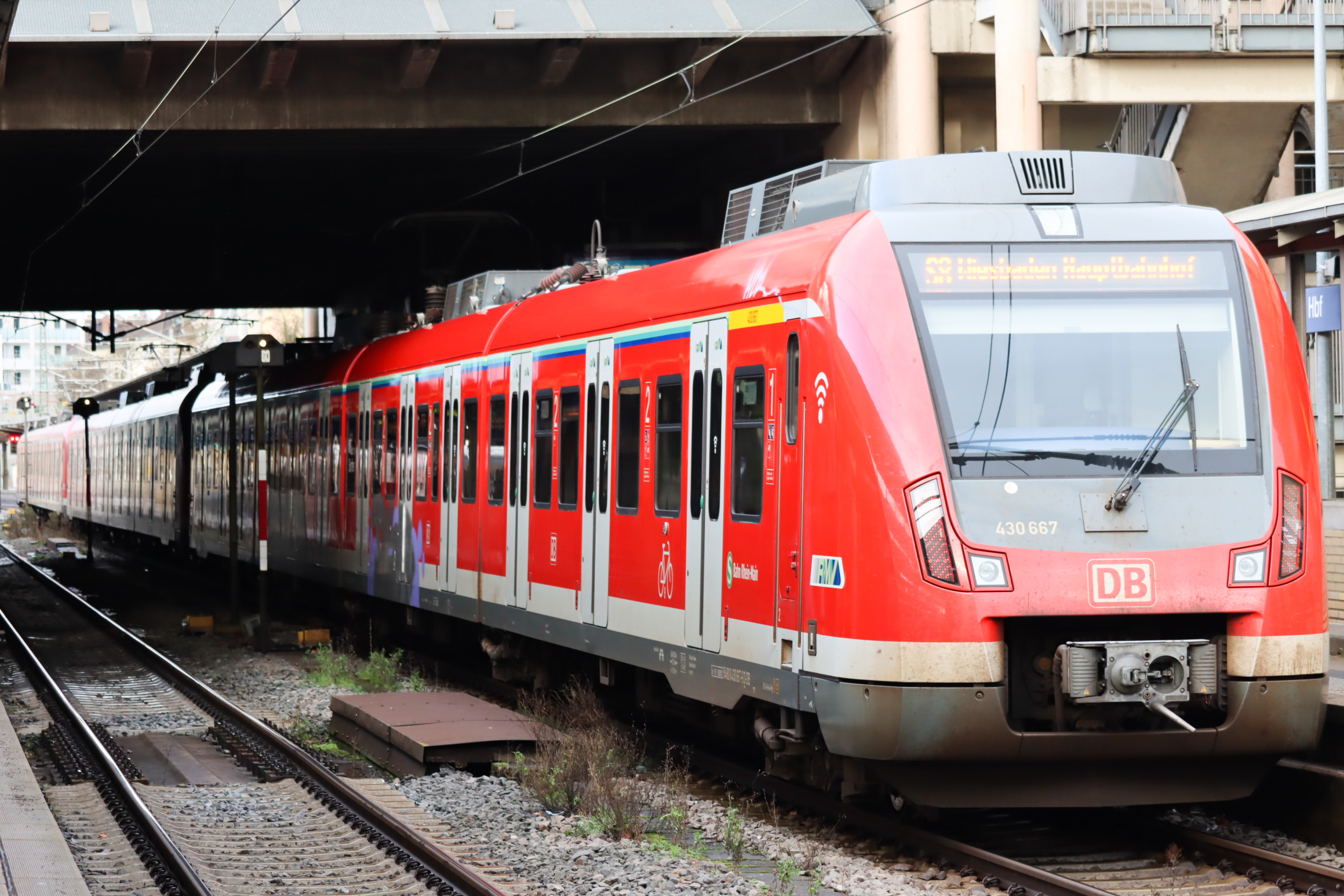
S8 der S-Bahn Rhein-Main am Mainzer Hauptbahnhof

Mainz ist durch die Linie S8 an das Netz der S-Bahn Rhein-Main angebunden. Zudem verkehren die Linien S1 und S9 über das innenstadtnahe und ehemals zu Mainz gehörende Mainz-Kastel. Im Zuge des weiteren Ausbaus der S-Bahn RheinNeckar wird Mainz seit 2018 auch durch die S6 aus Bensheim über Mannheim und Worms erreicht. Diese Züge sind alle barrierefrei.
| Linie   | Strecke | Anmerkungen |
| ------- | --- | --- |
| S1      | Wiesbaden Hauptbahnhof – Mainz Kastel – Hochheim (Main) – Frankfurt (Main) Hbf – Konstablerwache – Offenbach Ost – Rödermark Ober-Roden                                                         | 30-Minuten-Takt, stündlicher Nachtverkehr an Wochenenden                                                                           |
| S 6     | Bensheim – Mannheim Hauptbahnhof – Worms – Mainz Laubenheim – Mainz Römisches Theater – Mainz Hauptbahnhof                                                                                      | S-Bahn RheinNeckar seit 10. Juni 2018; zuvor Vorlaufbetrieb als RB44                                                               |
| S8 · S9 | Wiesbaden Hauptbahnhof – Mainz Hauptbahnhof (S8) / Mainz Kastel (S9) – Rüsselsheim – Frankfurt Flughafen – Frankfurt (Main) Hauptbahnhof – Konstablerwache – Offenbach Ost – Hanau Hauptbahnhof | 15-Minuten-Takt auf dem gemeinsamen Streckenabschnitt Mainz-Bischofsheim – Offenbach Ost. Täglich stündlicher Nachtverkehr der S8. |

### Regionalverkehr

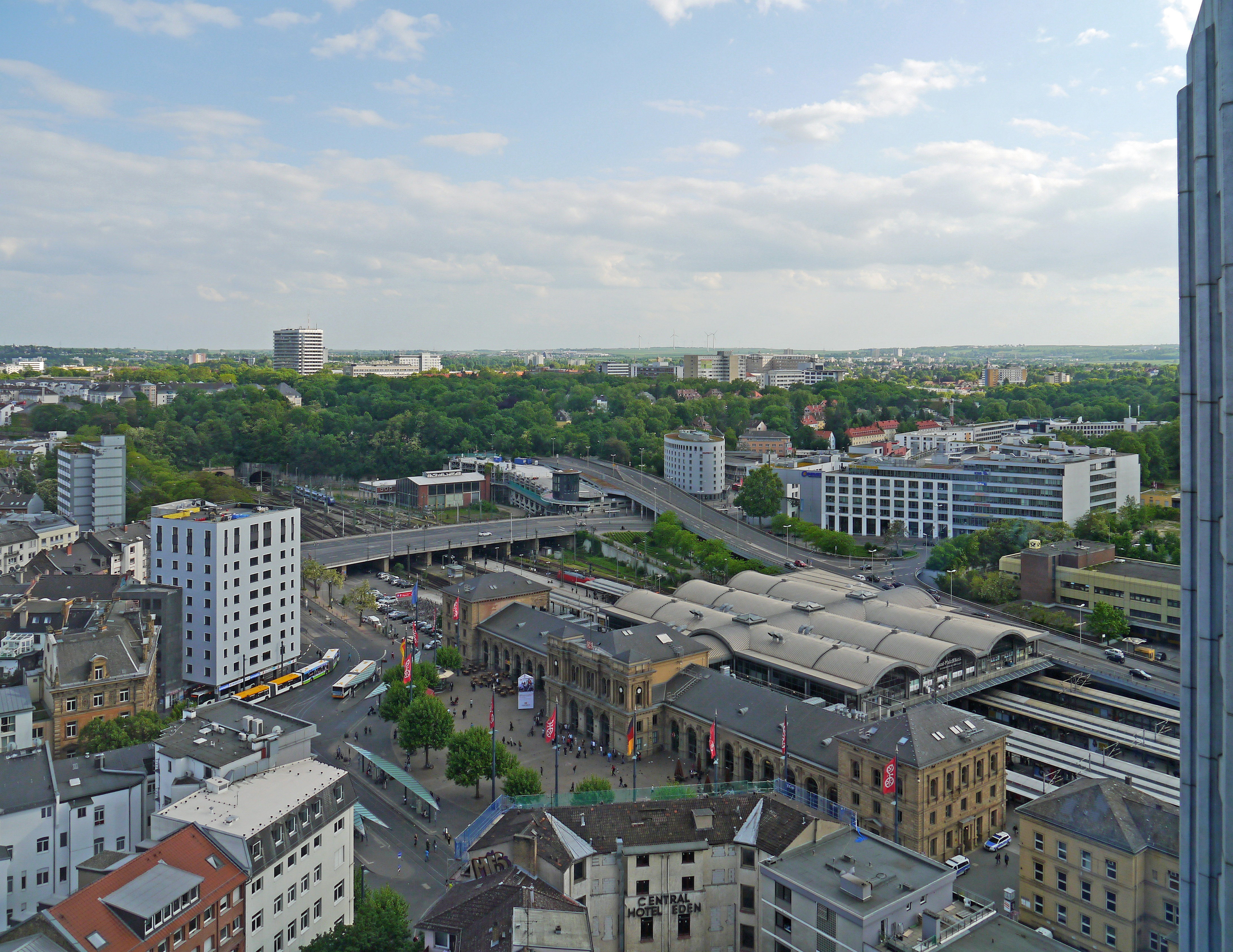
Mainz Hauptbahnhof

Der bedeutendste Bahnhof für den Regionalverkehr ist der Mainzer Hauptbahnhof, an welchem neben den Regional- und S-Bahn-Zügen auch IC- und ICE-Züge halten. Folgende Linien steuern Mainz an:
| Linie | Linienweg | Betreiber                  |
| ----- | --- | -------------------------- |
| RB 26 | Köln – Bonn – Remagen – Andernach – Koblenz – Boppard – Oberwesel – Bingen (Rhein) – Ingelheim – Mainz                                                        | trans regio                |
| RB 31 | Mainz – Mainz Waggonfabrik – Mainz-Gonsenheim – Mainz-Marienborn – Klein Winternheim-Ober Olm – Nieder-Olm – Saulheim – Wörrstadt – Armsheim – Albig – Alzey  | vlexx                      |
| RB 33 | (Neubrücke (Nahe) –) Idar-Oberstein – Kirn – Bad Kreuznach – Mainz                                                                                            | vlexx                      |
| RB 75 | Wiesbaden – Mainz – Mainz-Bischofsheim – Groß-Gerau – Darmstadt – Dieburg – Babenhausen – Aschaffenburg                                                       | Hessische Landesbahn (HLB) |
| RE 2  | Koblenz – Boppard – Bingen (Rhein) – Mainz – Mainz-Bischofsheim – Frankfurt (Main) Flughafen Regionalbf – Frankfurt (Main) Hbf                                | SÜWEX (DB Regio Mitte)     |
| RE 3  | Saarbrücken – St. Wendel – Türkismühle – Idar-Oberstein – Bad Kreuznach – Mainz – Frankfurt (Main) Flughafen Regionalbf – Frankfurt (Main) Hbf (Nahe-Express) | vlexx                      |
| RE 13 | Mainz – Nieder-Olm – Wörrstadt – Saulheim – Armsheim – Alzey – Alzey West – Wahlheim – Freimersheim – Kirchheimbolanden                                       | vlexx                      |
| RE 4  | Frankfurt Hbf – Hochheim – Mainz – Worms – Frankenthal (Pfalz) – Ludwigshafen (Rhein) Hbf – Germersheim – Karlsruhe                                           | SÜWEX (DB Regio Mitte)     |
| RE 14 | Frankfurt Hbf – Hochheim – Mainz – Worms – Frankenthal (Pfalz) – Ludwigshafen (Rhein) Mitte – Mannheim                                                        | SÜWEX (DB Regio Mitte)     |

Neben dem Hauptbahnhof gibt es auf dem Stadtgebiet noch die Bahnhöfe Laubenheim an der S6, Römisches Theater an der RB75, S6, S8 und dem RE2, Mombach an der RB26, Mainz Nord an der S8 sowie an der RB31 die Bahnhöfe Waggonfabrik, Gonsenheim und Marienborn.

## Carsharing
Zwischen der MVG und dem Carsharing-Anbieter book-n-drive besteht eine Kooperation, die sich in Rabatten für Zeitkarteninhaber der MVG auswirkt (ausgenommen Job- und Semesterticket). book-n-drive ist in allen Städten des Rhein-Main-Gebietes vertreten. Wie in anderen Städten auch kann Carsharing – auch wenn es kein Bestandteil des ÖPNV ist – das ÖPNV-Netz sinnvoll ergänzen.

## Tarif

### Verkehrsverbünde

Logo des VMW

Logo des RMV

Logo des RNN

In Mainz existieren drei Verkehrsverbünde: Der Verkehrsverbund Mainz-Wiesbaden (VMW), der Rhein-Main-Verkehrsverbund (RMV) und der Rhein-Nahe-Nahverkehrsverbund (RNN). Tariflich kommt dem VMW heute keine Bedeutung mehr zu, aber er bewirkt, dass Mainz Teil des RMV und Wiesbaden Teil des RNN ist. Bei Fahrten innerhalb des VMW-Gebietes (Stadtgebiet Mainz und Wiesbaden) und aus dem VMW-Gebiet ins hessische Umland kommt dabei immer der RMV-Tarif zur Anwendung, bei Fahrten aus dem VMW-Gebiet ins rheinland-pfälzische Umland der des RNN. Relevant ist dies bei den Buslinien 56, 66, 68, 69, 79, 80 und 91 sowie bei den Regionalbussen der KRN, die über die Mainzer Stadtgrenzen hinaus ins rheinhessische Umland verkehren.
Seit 6. Juni 2024 ist an jedem ersten Samstag im Monat die Benützung des gesamten ÖPNV innerhalb von Mainz, Wackernheim und Zornheim kostenfrei. Das Angebot wird als „0-Euro-Samstag“ vermarktet. Das Angebot soll zunächst ein Jahr bestehen und im Gegensatz zum Deutschlandticket der Kundenakquise dienen.

### Semesterticket
Für 182,55 € (Wintersemester 2024/2025) wird für Studierende der Mainzer Hochschulen (Johannes Gutenberg-Universität, Hochschule Mainz, Katholische Hochschule) ein Semesterticket angeboten. Es handelt sich hierbei um das Deutschlandticket, welches als Solidarmodell ausgegeben wird, womit ein günstigerer Preis als beim regulären Ticket erreicht wird.

### Historisches
Der Gemeinschaftstarif des Verkehrsverbundes Mainz-Wiesbaden (VMW) besteht seit 1975. Darin integriert waren alle Bus- und Straßenbahnlinien der Stadtwerke Mainz und der Stadtwerke Wiesbaden sowie S-Bahnen und Regionalzüge zwischen Mainz-Kastel und Wiesbaden Hbf bzw. Mainz Süd (heute Mainz Römisches Theater) und Wiesbaden Hbf. Zum Sommerfahrplan trat der Rhein-Main-Verkehrsverbund (RMV) in Kraft, der den VMW auf tariflicher Ebene ersetzte. 1999 wurde Mainz zudem in den Rhein-Nahe-Nahverkehrsverbund (RNN) integriert. Der VMW ist somit in der öffentlichen Wahrnehmung wenig präsent, dennoch ist er bis heute von großer Bedeutung: Mainz als nicht-hessische Stadt ist nicht Gesellschafterin des RMV. Die Integration in diesen erfolgt über den VMW und die Stadt Wiesbaden als Gesellschafterin. Umgekehrt ist Wiesbaden über den VMW in den rheinland-pfälzischen RNN integriert.

## Geschichte des Mainzer Nahverkehrs

### Historischer Überblick
Erstmals Nahverkehr auf (heutigem) Mainzer Stadtgebiet fand mit der Eröffnung der Bahnstrecke Mainz–Mannheim im Jahr 1853 statt. Bis 1871 folgten die Bahnstrecken nach Köln, nach Aschaffenburg, nach Frankfurt sowie nach Alzey. Dabei ist jedoch zu beachten, dass von allen heutigen (und auch ehemaligen) Mainzer Bahnhöfen nur der Südbahnhof innerhalb der damaligen Stadtgrenzen lag, und da die Bedeutung der Strecke Mainz Süd – Mainz Hauptbahnhof für den innerstädtischen Nahverkehr schon aufgrund der kurzen Wegstrecke vernachlässigbar scheint, kann von Nahverkehr im Sinne von ÖPNV keine Rede sein.

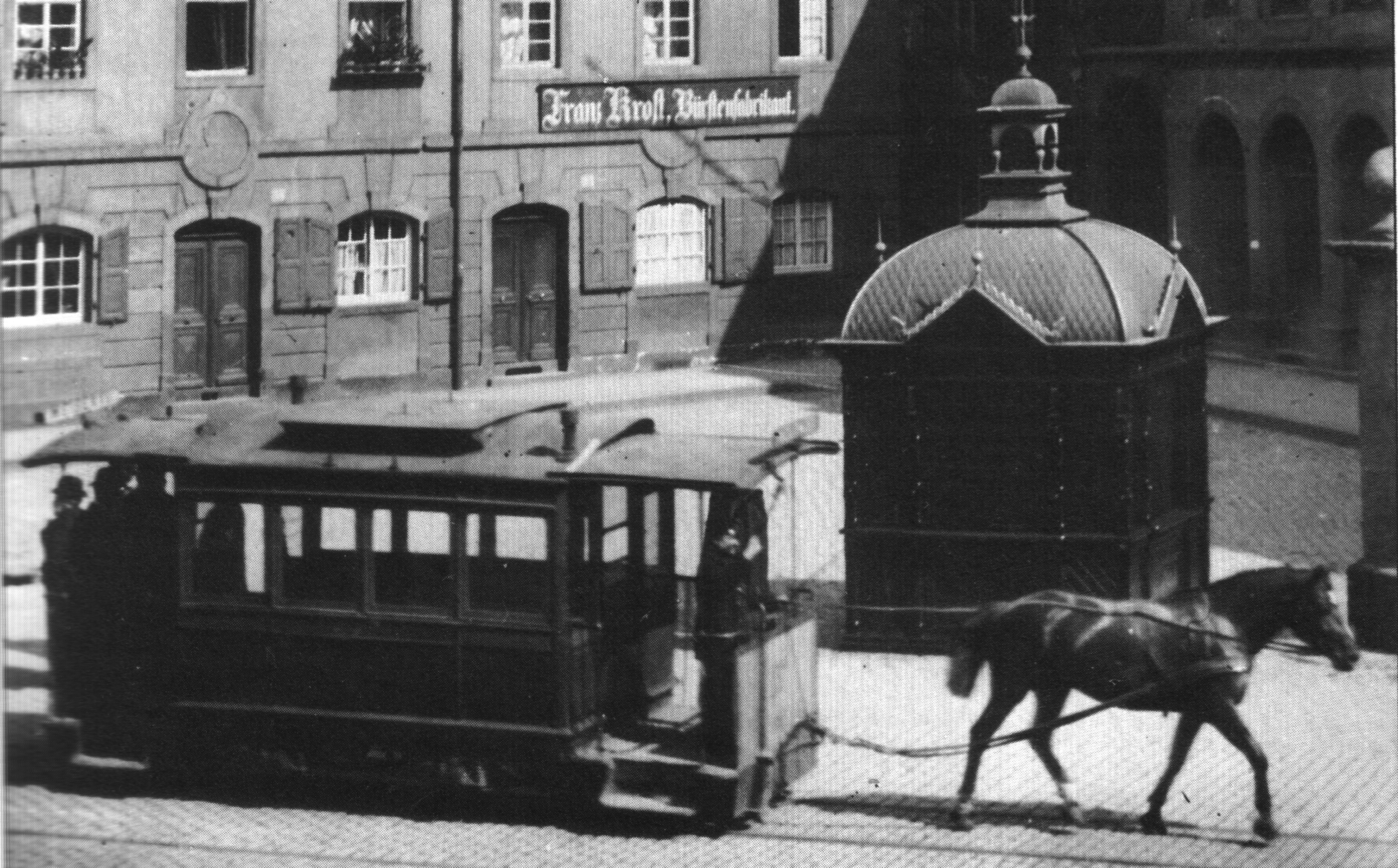
Pferdebahn am Leichhof

Damit beginnt die Geschichte des Mainzer Nahverkehrs mit der Pferdestraßenbahn, die 1883 eröffnet wurde und bis 1904 von der Dampfstraßenbahn vertrieben wurde. Ebenfalls 1904 begann die Elektrifizierung der Straßenbahn, somit verkehrte zuletzt 1923 eine Dampfstraßenbahn durch Mainz. Im Jahr 1927 wurde schließlich die erste Omnibuslinie in Mainz eröffnet, die vom Hauptbahnhof über Bretzenheim/Drais nach Nieder-Olm führte. Bald darauf folgten weitere, auch innerstädtische Buslinien. Nach dem Zweiten Weltkrieg wurde 1946 der Mainzer O-Bus eröffnet, der bis 1967 in der Domstadt verkehrte. 1975 wurde mit dem Verkehrsverbund Mainz-Wiesbaden erstmals eine Tarifgemeinschaft in den beiden Nachbarstädten eingerichtet. 1983 wurde Mainz erstmals von der S 14 (heute S8) der S-Bahn Rhein-Main erreicht. Eine große Zäsur im Mainzer Nahverkehr erfolgte 1999/2000, als im Zuge einer grundlegenden Liniennetzreform ein gemeinsames Nummernschema mit Wiesbaden vereinbart wurde, im Zuge dessen alle Mainzer Linien mit den Nummern 50–99 gekennzeichnet sind. Der vorerst neueste Verkehrsträger kam 2012 mit MVGmeinRad nach Mainz. Zuletzt war das Mainzer Liniennetz Ende 2016 größeren Änderungen unterworfen, als die neue Straßenbahnstrecke zum Lerchenberg in Betrieb ging.
Mit dem Verein Straßenbahnfreunde Mainz e. V. gibt es einen gemeinnützigen Verein, dessen Ziel unter anderem die Aufarbeitung der Mainzer Nahverkehrsgeschichte sowie die Erhaltung historisch wertvoller Fahrzeuge und Betriebsanlagen des Mainzer ÖPNV ist. Im Rahmen der Vereinsarbeit werden beispielsweise Sonderfahrten mit historischen Fahrzeugen oder Vorträge zu verkehrshistorischen Themen organisiert. Zudem erscheint die Vereinszeitung Die Elektrisch, die sich mit dem Mainzer Nahverkehr befasst, vier Mal im Jahr zu einem Preis von 3 €; zu besonderen Anlässen erscheinen außerdem Sonderhefte.

### Liniennetzreform 2017
Mit der Eröffnung der neuen Straßenbahnstrecke zum Lerchenberg („Mainzelbahn“) im Dezember 2016 traten weitreichende Änderungen im Mainzer Liniennetz in Kraft. Während einige Linien unverändert blieben, wurde die Linienführung anderer Linien zum Teil erheblich geändert. Einige Linien fielen auch komplett weg.
Folgende Linienführungen waren bis Dezember 2016 aktuell:
| Linie | ehemaliger Streckenverlauf | Anmerkungen                                                                                           |
| ----- | --- | --- |
| 6     | Wiesbaden/Nordfriedhof – Wiesbaden/Hauptbahnhof – Kastel/Brückenkopf – Mainz/Hauptbahnhof – Universität – Bretzenheim/Essenheimer Straße – Bretzenheim/Albert-Stohr-Straße – Bretzenheim/Wilhelm-Quetsch-Straße – Bretzenheim/Gutenberg-Center bzw. Marienborn/Pfarrer-Dorn-Straße | |
| 9     | Schierstein/Oderstraße – Schierstein/Zeilstraße – Biebrich/Äppelallee-Center – Biebrich/Friedrich-Bergius-Straße – Biebrich/Rheinufer – Amöneburg/Dyckerhoffstraße – Kastel/Brückenkopf – Mainz/Hauptbahnhof | |
| 28    | Wiesbaden/Platz der Deutschen Einheit – Wiesbaden/Hauptbahnhof – Erbenheim/Egerstraße – Kastel/Otto-Suhr-Ring – Kastel/Brückenkopf – Mainz/Höfchen – Mainz/Hauptbahnhof West | |
| 45    | (Wiesbaden/Raiffeisenplatz –) Wiesbaden/Hauptbahnhof – Freudenberg/Eichendorffschule – Schierstein/Zeilstraße – Biebrich/Friedrich-Bergius-Straße – Mombach/Karlsstraße – Südwestrundfunk – Universität – Mainz/Hauptbahnhof | Liniennummer auf Mainzer Seite entfallen, Ersatz dort durch Linie 78 von Mombach zur Hochschule Mainz |
| 47    | Wiesbaden/Wilhelmstraße – Wiesbaden/Hauptbahnhof – Biebrich/Bahnhof – Biebrich/Friedrich-Bergius-Straße – Schierstein/Schiersteiner Brücke – Mombach/Karlsstraße – Gonsenheim/Wilhelm-Raabe-Straße | Liniennummer auf Mainzer Seite entfallen, Ersatz dort durch Linie 76                                  |
| 51    | Finthen Poststraße – Kapellenstraße – Bismarckplatz – Mainz Hauptbahnhof – Schillerplatz – Pariser Tor – Mühldreieck – Hechtsheim Bürgerhaus | |
| 54    | Ginsheim/Friedrich-Ebert-Platz – Bischofsheim/Bahnhof – Kastel/Bahnhof – Kastel/Brückenkopf – Höfchen – Mainz/Hauptbahnhof – Universität – Lerchenberg/Lortzingstraße | |
| 56    | Kostheim/Winterstraße – Kastel/Bahnhof – Kastel/Brückenkopf – Höfchen – Mainz/Hauptbahnhof – Universität – Münchfeld | |
| 57    | Kastel/Krautgärten – Kastel/Bahnhof – Kastel/Brückenkopf – Höfchen – Mainz/Hauptbahnhof – Universität – Münchfeld – Gonsenheim/Mainzer Straße – Gonsenheim/Wildpark | |
| 58    | Wackernheim/Rathausplatz – Finthen/Markthalle – Universität – Mainz/Hauptbahnhof – Straßenbahnamt/MVG – Nordbahnhof/Werner & Mertz GmbH – Mombacher Kreisel oder Finthen/Römerquelle – Finthen/Markthalle – Universität – Mainz/Hauptbahnhof – Straßenbahnamt/MVG – Nordbahnhof/Werner & Mertz GmbH – Mombacher Kreisel oder Finthen/Theodor-Heuss-Straße – Finthen/Markthalle – Universität – Mainz/Hauptbahnhof – Straßenbahnamt/MVG – Nordbahnhof/Werner & Mertz GmbH – Mombacher Kreisel | Liniennummer entfallen, Ersatz durch Linien 56 und 76                                                 |
| 64    | Laubenheim/Rüsselsheimer Allee – Hechtsheim/Frankenhöhe – (Am Großberg –) Bahnhof Römisches Theater/CineStar – Höfchen – Mainz/Hauptbahnhof – Universität – Südwestrundfunk – (Hartenbergpark –) Hartenberg/Ketteler-Kolleg – Gonsenheim/Mainzer Straße – Gonsenheim/Kapellenstraße/Gesundheitszentrum –Gonsenheim/Lennebergplatz – Budenheim/Bahnhof | |
| 66    | (Nieder-Olm/Selztalcenter –) Nieder-Olm/Bahnhof – Zornheim – Ebersheim – Hechtsheim/Mühldreieck | |
| 67    | Zornheim/Hahnheimer Straße – Ebersheim – Hechtsheim – Pariser Tor – Universitätsmedizin – Mainz/Hauptbahnhof | |
| 68    | Klein-Winternheim/Bahnhof – Ober-Olm/Forsthaus – Lerchenberg/Hindemithstraße – Lerchenberg/ZDF – Koblenzer Straße/HDI-Gerling – Universität – Mainz/Hauptbahnhof – Kastel/Brückenkopf – Kastel/Bahnhof – Hochheim/Antoniushaus – Hochheim/Berliner Platz | |
| 69    | Mainz/Hauptbahnhof – Universität – Hanns-Dieter-Hüsch-Weg – Hochschule Mainz – Kisselberg/Coface Deutschland – Mainz/Isaac-Fulda-Allee/Aareon AG | Liniennummer entfallen, Ersatz durch die neue Linie 78                                                |
| 70    | (Finthen/Katzenberg/Nelkenweg – Drais/Heßlerweg –) Lerchenberg/Hindemithstraße – Marienborn/Pfarrer-Dorn-Straße – Bretzenheim/Marienborner Straße – Bretzenheim/Albert-Stohr-Straße – Pariser Tor – Höfchen – Bismarckplatz – Straßenbahnamt/MVG | |
| 71    | Lerchenberg/Hindemithstraße – Lerchenberg/ZDF – Bretzenheim/Gutenberg-Center – Bretzenheim/Südring –Bretzenheim/Albert-Stohr-Straße – Pariser Tor – Bahnhof Römisches Theater/CineStar – Höfchen – Mainz/Hauptbahnhof – Landwehrweg | |
| 76    | Hechtsheim/Möbel Martin ( – Hechtsheim/Mühldreieck) – Hechtsheimer Straße – Universitätsmedizin – Mainz/Hauptbahnhof – Hindenburgplatz – Goetheplatz | |
| 79    | Mainz/Hauptbahnhof – Fritz-Kohl-Straße – Mombacher Tor (– Bismarckplatz) | Liniennummer entfallen, Ersatz durch verlängerte Linie 28                                             |
| 90    | Weisenau/Schillerschule – Weberstraße – Hechtsheim/Frankenhöhe – Höfchen – Mainz/Hauptbahnhof – Universität – Kisselberg – Drais – Lerchenberg/Hindemithstraße – Lerchenberg/Lortzingstraße | |
| 91    | Ginsheim/Friedrich-Ebert-Platz – Bischofsheim/Treburer Straße – Gustavsburg – Kostheim/Uthmannstraße – Kastel/Bahnhof – Kastel/Brückenkopf – Mainz/Hauptbahnhof – Höfchen – Universität – Südwestrundfunk – Hartenbergpark – Hartenberg/Ketteler-Kolleg – Münchfeld – Gonsenheim/Bahnhof – Finthen/Markthalle – Finthen/Poststraße | |
| 92    | Laubenheim/Rüsselsheimer Allee – Im Brühl/Bahnhof – Weisenau/Wormser Straße – Bahnhof Römisches Theater/CineStar – Mainz/Hauptbahnhof – Synagogenplatz – Bismarckplatz – Mombach/Am Lemmchen – Gonsenheim/Wildpark | |

Unverändert blieben die Linien 33, 50, 52, 55, 60, 61, 62, 63, 65, 75 und 99.

### Bustrasse über das Universitätsgelände
Im Zuge der Mainzelbahn wurde zudem eine neue Bus-Trasse eröffnet, die den Uni-Campus mit der Fachhochschule und der Mewa Arena verbindet und auf dem Linienweg der Linie 75 liegt. Eine dafür entstandene Brücke über die Koblenzer Straße wurde im Januar 2016 Gegenstand einer Folge des NDR-Formates „extra 3 – der reale Irrsinn“. Kritisiert wird, dass die Brücke zwar fertig gestellt ist, aber aufgrund von verwaltungsinternen Fehlplanungen die Straßenanbindung (und somit die Möglichkeit eines Buslinienverkehrs) nicht hergestellt werden konnte. Erst 2019 wurde die Brücke an den Busverkehr angeschlossen.

### Erweiterung des Liniennetzes im Jahr 2022
Im April 2022 erfolgte ein Fahrplanwechsel, bei dem einige Buslinien in den Landkreis Mainz–Bingen verlängert wurden. Die Linie 61 wurde eingestellt und der Linienweg auf die neuen Linien 80 und 81 aufgeteilt. Die Linie 80 fährt seitdem über das Mainzer Stadtgebiet hinaus über Heidesheim nach Ingelheim. Die Linie 69 fährt in die Verbandsgemeinde Bodenheim, wobei alle Gemeinden untereinander stündlich je einmal „im Uhrzeigersinn“ sowie „gegen den Uhrzeigersinn“ bedient werden.
In einem zweiten Schritt wurde am 17. Oktober 2022 das Liniennetz im Landkreis Mainz-Bingen neu gegliedert, weshalb es zu weiteren Veränderungen kam. So wurden u. a. die Linien 75 und 650 zu der Buslinie 630 zusammengelegt und die Linien 653, 654 und 656 neu eingeführt. Alle Regionalbuslinien werden nun von der KRN betrieben.

## Zukunft

### Verlängerung der S-Bahn RheinNeckar

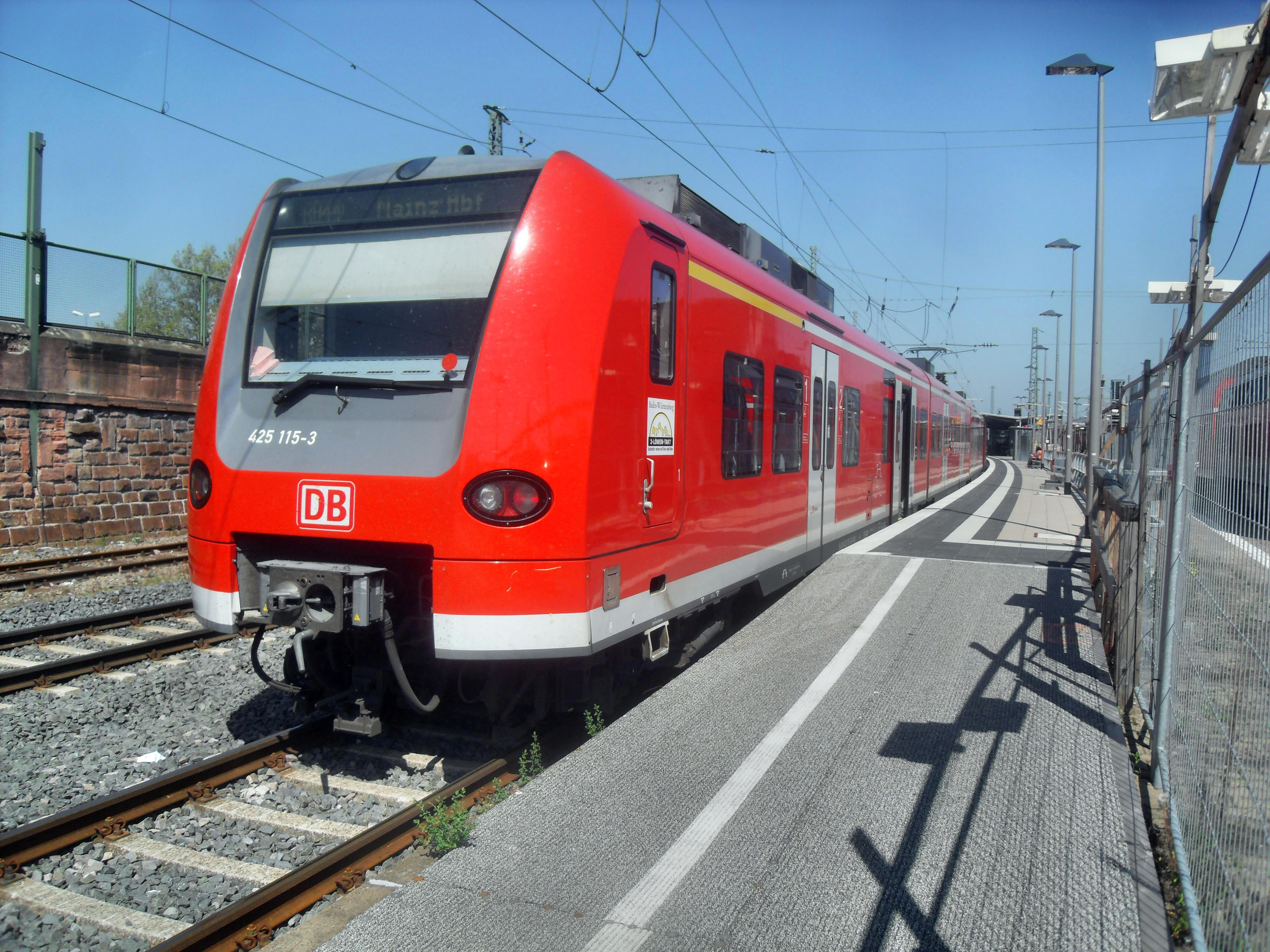
RB 44 mit Triebwagen der Baureihe 425 als Vorlaufbetrieb für die S-Bahn RheinNeckar in Worms Hbf

Seit dem 10. Juni 2018 verkehrt die neue Linie S6 der S-Bahn RheinNeckar zwischen Mannheim und Mainz und ersetzte hier die bis dahin im Vorlaufbetrieb mit adaptierten S-Bahn-Fahrzeugen der Baureihe 425 verkehrende Regionalbahnlinie RB 44. Voraussichtlich ab Dezember 2021 wird die Linie S6 mit neuen Fahrzeugen des Typs Siemens Mireo von Bensheim über Mannheim und Worms nach Mainz sowie in den Stoßzeiten darüber hinaus bis Wiesbaden verkehren. Innerhalb des Mainzer Stadtgebietes werden dabei neben dem Hauptbahnhof die Bahnhöfe Römisches Theater und Laubenheim bedient. Am Mainzer Hauptbahnhof sowie am Bahnhof Römisches Theater entstand erstmals eine Verknüpfung der S-Bahn-Systeme Rhein-Main und Rhein-Neckar.

### Bahnhof Mainz–Schott
Geplant ist zudem ein neuer Bahnhof im Stadtteil Neustadt mit dem Namen „Mainz–Schott“, ehemals „Mainz Bismarckplatz“.
An ihm sollen Regionalzüge nach Alzey, Ingelheim (und weiter ins Rheintal/Nahetal) sowie S-Bahnen der Linie S8 halten. Neben einer Aufwertung der angrenzenden Stadtteile verspricht man sich vom neuen Bahnhof eine Entlastung des Mainzer Hauptbahnhofs sowie verbesserte Umsteigemöglichkeiten aus Richtung Alzey und Ingelheim nach Wiesbaden und umgekehrt. Der neue Bahnhof soll die nahegelegenen Bahnhöfe „Mainz–Nord“ (S8) und „Mainz–Waggonfabrik“ (vlexx Mainz Hbf–Alzey) ersetzen. Der Baubeginn ist für das Jahr 2028 geplant, die Inbetriebnahme ein Jahr später.

### Fusion ESWE und MVG?
Auf lokalpolitischer Ebene werden Forderungen nach einer Verschmelzung der beiden städtischen Betreibergesellschaften ESWE (Wiesbaden) und MVG (Mainz) laut. Begründet wird dies mit der ohnehin schon engen Kooperation beider Unternehmen sowie mit der Aussicht auf finanzielle Einsparungen durch den Wegfall von Verwaltungsebenen. Als Vorbild könnte dabei die rnv im nahegelegenen Rhein-Neckar-Gebiet dienen, die aus der Verschmelzung der Verkehrsbetriebe in Mannheim, Ludwigshafen und Heidelberg sowie der OEG und der RHB hervorging.